# 팀 잉골드

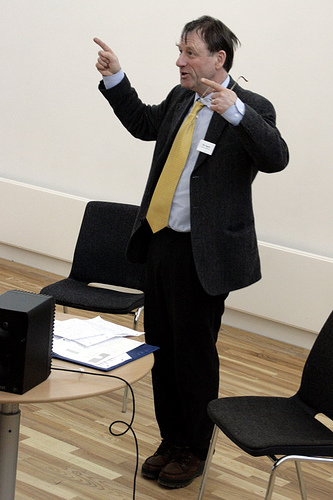

팀 잉골드(Timothy Ingold, FBA, FRSE (1948년 11월 1일 ~ )는 영국의 인류학자이자 애버딘 대학교 사회인류학 학장이다.
잉골드는 레딩에서 교육을 받았고 그의 아버지는 균류학자였다. 그는 케임브리지의 처칠 대학에 다녔고 처음에는 자연 과학을 공부했지만 인류학으로 옮겨갔다(사회 인류학 학사 1970, 박사 1976). 그의 박사 과정은 핀란드 북동부의 Skolt Saami와 함께 수행되어 생태 적응, 사회 조직 및 민족 정치를 연구했다. 헬싱키 대학교 (1973-74), 그 다음 멘체스터 대학교에서 가르쳤고 1990년 교수가 되었다. 1999년에 그는 애버딘 대학교로 옮겼다. 2015년에는 독일 뤼네부르크 류파나 대학교에서 명예 박사 학위를 받았다.  그는 4명의 자녀가 있다.
그의 관심사는 광범위하고 그의 학문적 접근은 개인주의적이다. 여기에는 환경 인식, 언어, 기술 및 숙련된 실습, 예술과 건축, 창의성, 인류학의 진화론, 인간-동물 관계, 인류학의 생태학적 접근이 포함된다.
초기 관심은 북부 극지방 민족에 대한 것으로, 사냥, 목축업 및 목장을 상대적으로 그러한 민족이 순록이나 순록에 기초한 생계 수단으로 보는 것이었다.
그의 최근 작업에서 그는 신다윈주의 생물학과 인지 과학의 동맹에 기초한 유전 및 문화 전달의 전통적인 모델을 대체하는 환경 인식과 숙련된 실천의 주제를 인간의 체화된 기술의 성장에 초점을 맞춘 관계적 접근으로 연결한다. 인간 발달의 사회적, 환경적 맥락 내에서의 인식과 행동. 이를 통해 그는 문화에서 선의 사용과 인류학, 건축, 예술 및 디자인 간의 관계를 연구하게 되었다.
현상학의 인류학적 영역 내에서 저술하면서 "그 자체가 움직이고 있는" 세계를 통해 자신의 길을 '느끼는' 유기체로서의 인간을 탐구한다. 마주치는 공간과 장소에 의해 끊임없이 생성되고 변화한다.